# Lenny Wilkens

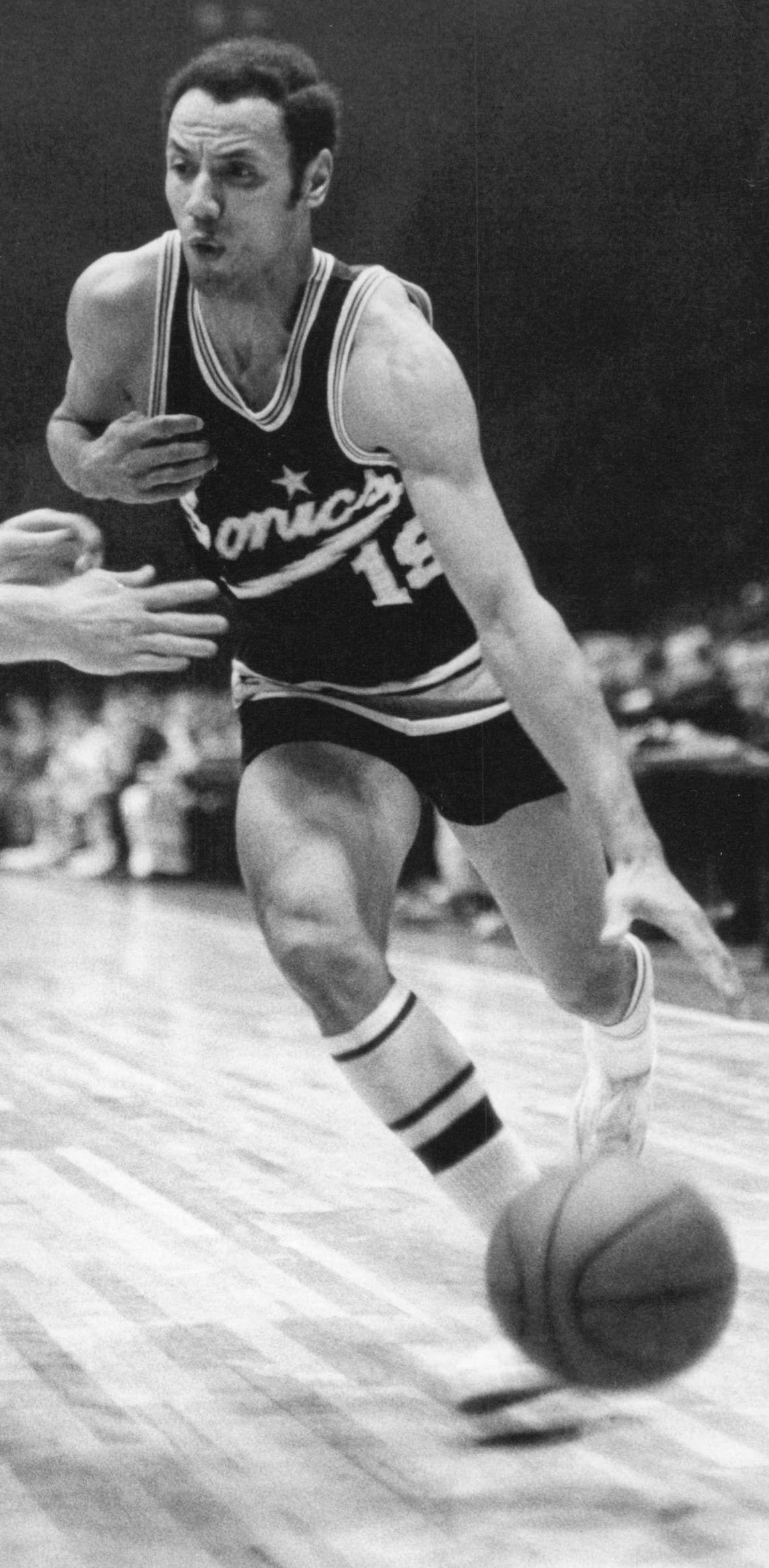
Lenny Wilkens 1968.

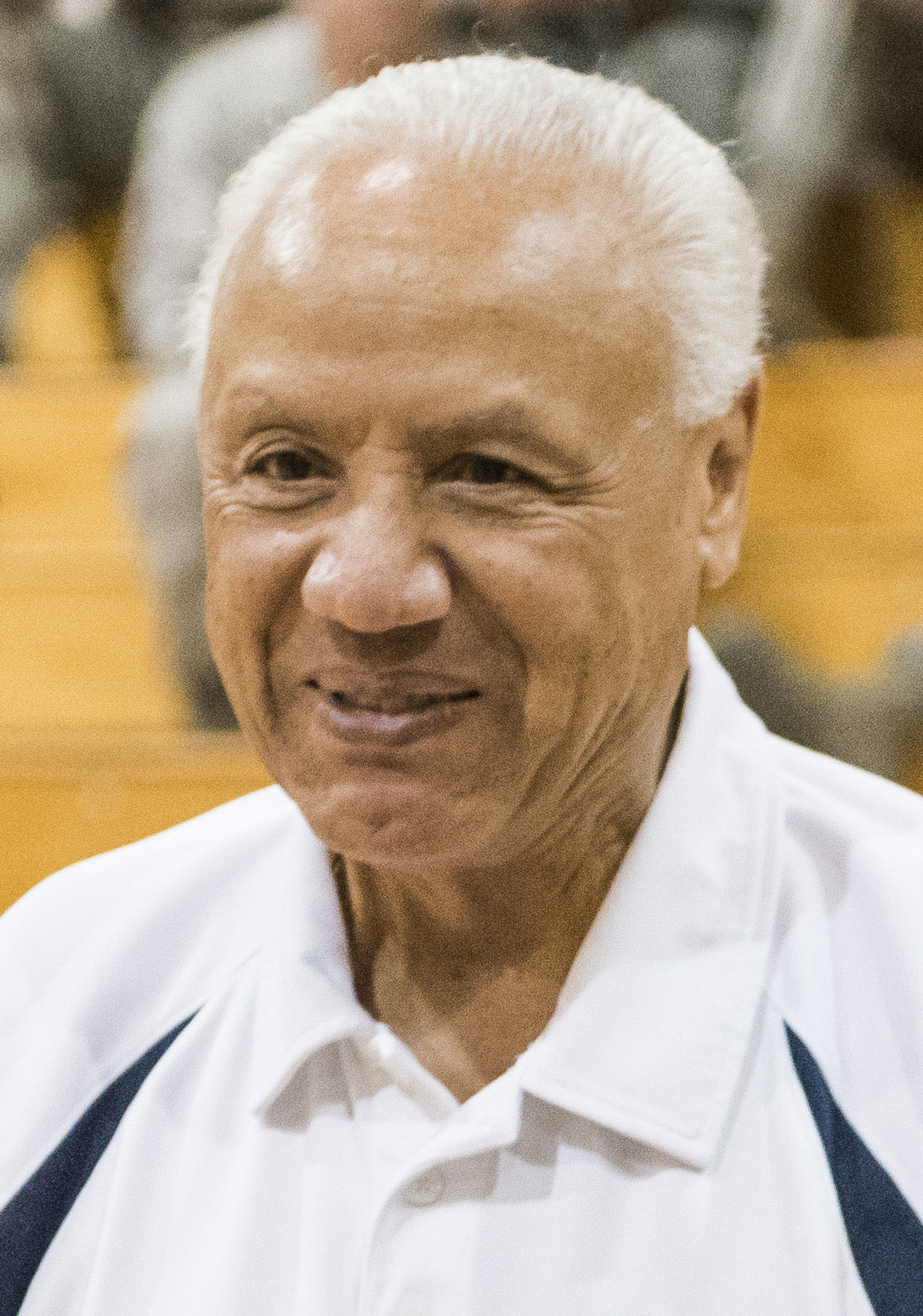
Lenny Wilkens 2013.

Leonard Randolph "Lenny" Wilkens, född 28 oktober 1937 i Brooklyn i New York, är en amerikansk före detta basketspelare och basketcoach i NBA. Han har blivit invald till Basketball Hall of Fame tre gånger. Först 1989 som spelare, sedan som coach 1998 och till sist som assisterande coach till det amerikanska "The Dream Team"-laget.

## Lag

### Som spelare
- St. Louis Hawks (1960–1968)
- Seattle SuperSonics (1968–1972)
- Cleveland Cavaliers (1972–1974)
- Portland Trail Blazers (1974–1975)

### Som tränare
- Seattle SuperSonics (1969–1972)
- Portland Trail Blazers (1974–1976)
- Seattle SuperSonics (1977–1985)
- Cleveland Cavaliers (1986–1993)
- Atlanta Hawks (1993–2000)
- Toronto Raptors (2000–2003)
- New York Knicks (2004–2005)